# Francisco Gamborena Hernandorena
Francisco Gamborena Hernandorena   (Irun, 14 de març de 1901 - Sant Sebastià, 30 de juliol de 1982) és un exfutbolista basc de la dècada de 1920.
Fou jugador del Real Unión entre 1915 i 1934. Fou internacional amb la selecció d'Espanya entre 1921 i 1933, participant als Jocs Olímpics de 1924 i 1928.
Equips entrenats:
- 1939: Hèrcules CF
- 1940-1941: Alavés
- 1941: Reial Saragossa
- 1941-1942: Reial Societat
- 1947-1948: Reial Oviedo
- 1949-1950: Real Jaén